# John Lecky
John Lecky   (Vancouver, 29 d'agost de 1940 - Calgary, 25 de febrer de 2003) fou un remer canadenc que va competir durant les dècades de 1950 i 1960.
El 1960 va prendre part en els Jocs Olímpics d'Estiu de Roma, on guanyà la medalla de plata en la prova del vuit amb timoner del programa de rem.
Una vegada finalitzats els seus estudis d'economia a la Universitat de la Colúmbia Britànica es traslladà a Anglaterra per estudiar al Jesus College de la Universitat de Cambridge per estudiar dret. Amb la tripulació de Cambdrige guanyà la regata Oxford-Cambridge de 1962 i 1964. També guanyà la Silver Goblets & Nickalls' Challenge Cup de 1964.
Lecky va ser membre del Comitè Executiu i del Consell d'Administració del Comitè Organitzador Olímpic de Calgary dels Jocs Olímpics d'hivern de 1988. Ha estat inclòs al British Columbia Sports Hall of Fame i University of British Columbia Sports Halls of Fame.